# ノーム・エ・ローヌ

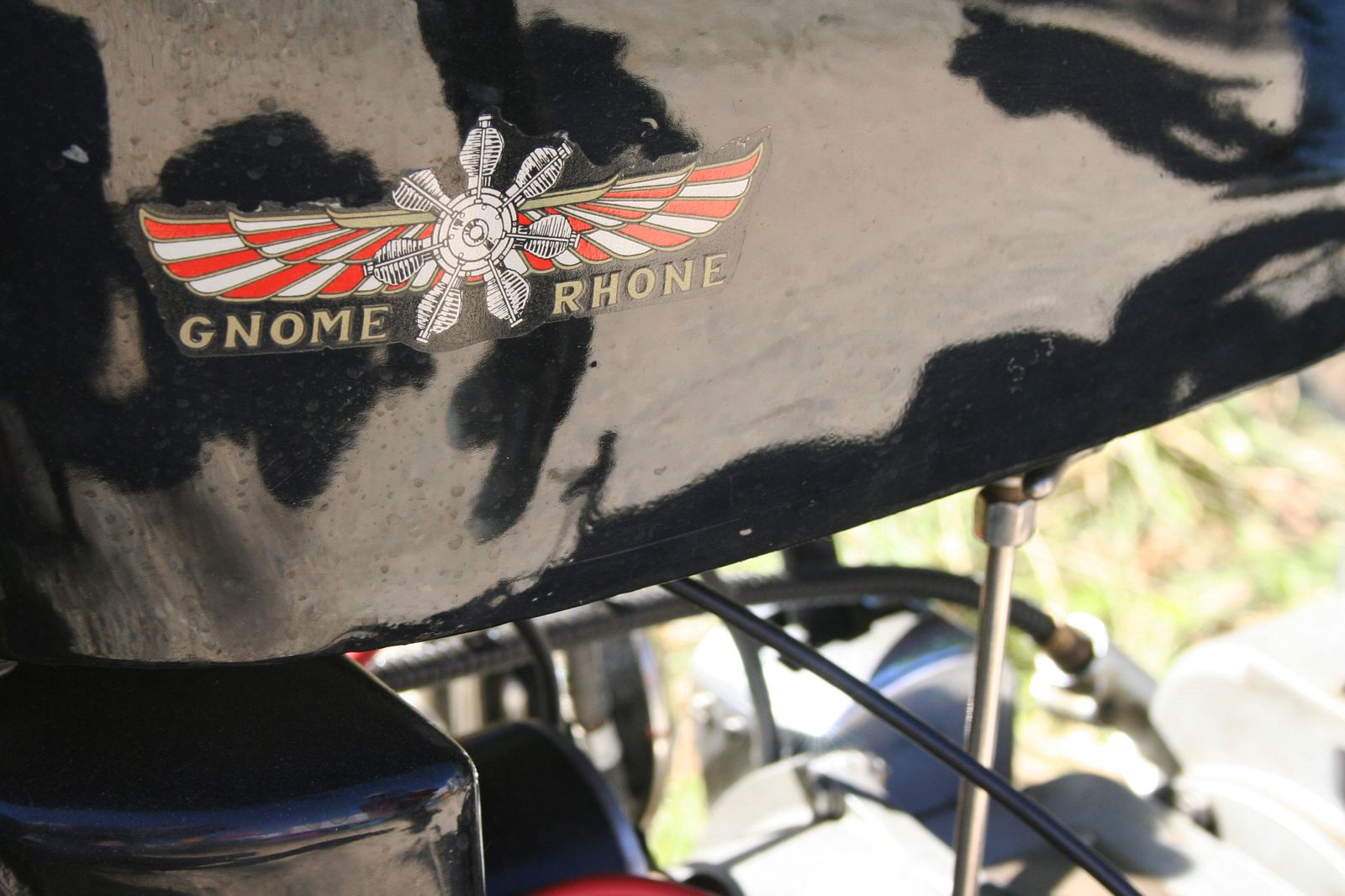
バイクの燃料タンクのエンブレム

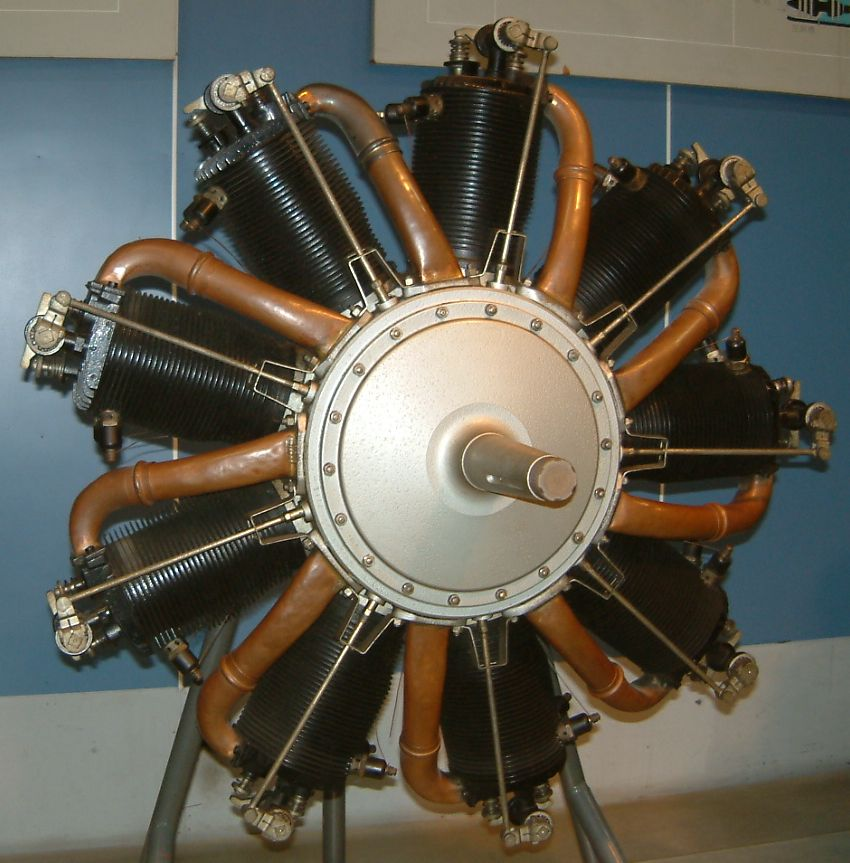
瓦斯電でライセンス生産したル・ローヌ 9C、神田・交通博物館

ノーム エ ローヌ（Gnome et Rhône）はフランスの主要な航空機エンジン、オートバイメーカーである。1915年にノーム（グノームとも）とル・ローヌ（ル・ローンとも）が合併してノーム エ ローヌ（ノーム・ローンとも）が成立した。
1914年から1918年の間、同社は星型9気筒110馬力のデルタ、およびル・ローヌといった航空機用ロータリーエンジンを約25,000基生産した。その他に約75,000基が各国でライセンス生産され、第一次世界大戦前半において対立する両陣営の多くの飛行機に使用された。
戦間期にブリストル ジュピターを原型とする新たなシリーズの設計を行ったが、それは1,000馬力級のすぐれたエンジン「ミストラル・メジャー」となり、やはり各国でライセンス生産され、第二次世界大戦中に世界で使用された。
ナチス・ドイツのフランス侵攻によって同社の工場はドイツ軍に接収され、ドイツ国内で適したエンジンが見つからずに量産できずにいたHs 129（B-0以降）に14Mが採用された。
1949年、スネクマ（Snecma）の一部門として国有化されたが、ブランドはオートバイの製造会社に引き継がれて生き残った。

## エンジン

### 第一次世界大戦時
- ノーム
  - デルタ（Delta）
  - ガンマ（Gamma）
  - ガンマ-ガンマ
  - モノスパプ（Monosoupape）
  - オメガ - 日本では、公式動力初飛行に使用された「アンリ・ファルマン複葉機」（ファルマンIII）や、日本初の国産飛行機、奈良原式2号機、会式一号機、などがこのエンジンを採用している。
  - オメガ-オメガ
  - ラムダ（Lambda）
  - ラムダ-ラムダ
- ル・ローヌ
  - 7C（Le Rhône）
  - 9C（Le Rhône 9C）
  - 9J（Le Rhône 9J） - いわゆる "110馬力型ル・ローヌ"

### 大戦間期
- ノーム・ローヌ
  - 5K Titan ブリストルタイタンのライセンス生産版
  - 7K（Gnome-Rhône 7K） Titan Major
  - 9A Jupiter ブリストル ジュピターのライセンス生産版
  - 9K（Gnome-Rhône 9K） Mistral
  - 14K Gnome-Rhône Mistral Major
  - 18L（Gnome-Rhône 18L）

### 第二次世界大戦時
- ノーム・ローヌ
  - 14M（Gnome-Rhône 14M） Mars
  - 14N（Gnome-Rhône 14N）
  - 14R

### 日本での運用
東京瓦斯電気工業が陸軍の指示によりル・ローヌ 9Cとル・ローヌ 9Jのライセンス生産を行なっており、それぞれロ式八〇馬力発動機、ロ式一二〇馬力発動機として生産され、陸海軍各機に搭載されている。ロ式とは、ローヌ式の意。

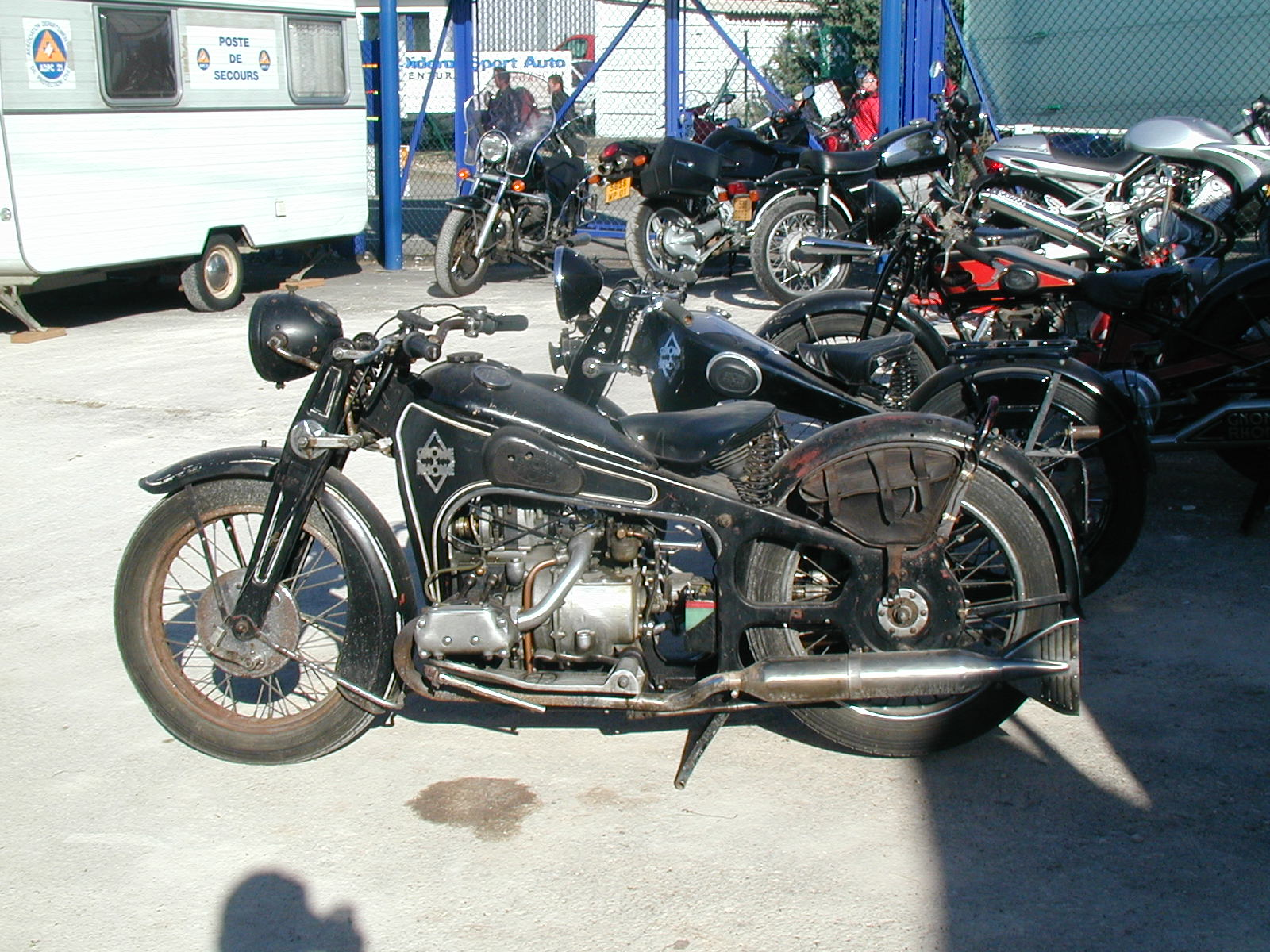
ノーム・エ・ローヌ タイプX 750CC

## オートバイ
第一次大戦終結による軍需関係の需要縮小に伴い経営の多角化が行われたが、その一つがオートバイ生産である。英国のABCモーターサイクル（en）から製造ライセンスを購入し、その性能の向上に努め、1923年には自社設計による2行程175CCのタイプ“E”、4行程側弁式500CCのタイプ“B”、“C”の販売を開始した。
その後大統領警護隊用のバイクを納入するなど発展を続けるが、第二次大戦後スネクマに合併され、その一部門としてブランド名は残ったものの、1959年にバイク生産を終了した。

## リンク
- Gnome

- includes an animation of the Gnome valve system